# لوئیس یکم
لوئیس یکم (۲۵ اوت ۱۷۰۷ – ۳۱ اوت ۱۷۲۴) پادشاه اسپانیا از ۱۵ ژانویه ۱۷۲۴ تا هنگام مرگش در ۳۱ اوت همان سال بود. دوره حکومت او یکی از کوتاه‌ترین ادوار سلطنت در طول تاریخ است و تنها ۷ ماه به طول انجامید.

## دوره حکومت
لوئیس پس از استعفای پدرش، فلیپه پنجم، به حکومت رسید و تا ۷ ماه بعد که به دلیل آبله درگذشت، سلطنت کرد. با مرگ او، پدرش بار دیگر به حکومت بازگشت و این بار تا سال ۱۷۴۶ که مرگش فرا رسید، به فرمانروایی ادامه داد.